# Ordkraft Festival
ORDKRAFT Festival er en dansk festival for ord, sprog og litteratur, grundlagt af Evanthore Vestergaard sammen med en styregruppe. Festivalen fandt sted første gang i 2011. Den arrangeres hvert år i april i kulturcentret Nordkraft i Aalborg, hvor der er aktiviteter, foredrag, interviews og udstillinger i Kedelhallen, Biffen, Skråen og Teater Nordkraft. Festivalen arrangeres af en privat forening og finansieres af private og offentlige fonde. Litteratur er i centrum, men der lægges også vægt på drama, musik, film, billedkunst, debat og andre kunst- og kulturudtryk, hvor ord indgår. Målgruppen er bred. Det er festivalens formål at vise ordets og litteraturens betydning og muligheder for alle aldersgrupper. Dette sker bl.a. via forfattersamtaler, debatter, højtlæsning, leg, samt overraskende og innovative events. I forbindelse med festivalen uddeles ORDKRAFT-prisen på 15.000 kr.
Siden 2012 har bibliotekar Ove Hesselbjerg Pedersen været projektleder. Han indgår tillige i festivalens styregruppe, hvis medlemmer er hentet fra nordjysk biblioteksvæsen, medier, kultur- og erhvervsliv. Formand for styregruppen er journalist Jørgen Pyndt.

## Ordkraftprisen
- 2012 Bent Haller[1]
- 2013 Allan Olsen[2]
- 2014 Knud Sørensen[3]
- 2015 Morten Kirkskov[4]
- 2016 Niels Hausgaard[5]
- 2017 Hanne-Vibeke Holst[6]